# Brites de Almeida
Brites de Almeida, la panadera de Aljubarrota, es una figura legendaria y heroína portuguesa, cuyo nombre está asociado a la victoria de los portugueses sobre las tropas castellanas en la batalla de Aljubarrota (1385). Según la tradición, con su pala de tahona dio muerte a siete castellanos que encontró escondidos en un horno.

## La leyenda
Alguna crónica afirma que Brites de Almeida nació en Faro en 1350, dato cuestionado por otras fuentes.  Hija de padres pobres y humildes que tenían una pequeña taberna, desde pequeña, Brites fue una mujer corpulenta, huesuda y fea, de nariz ganchuda, boca muy rasgada y cabellos crespos. Así pues, para destacar, estaría destinada para ser una mujer intrépida, valiente y, en cierto modo, bullanguera. Al quedarse huérfana a los 26 años, Brites vendió las pocas cosas que poseía, resolviendo llevar una vida errante, yendo de feria en feria. Son muchas las aventuras que supuestamente vivió, desde la muerte de un pretendiente al filo de su propia espada, hasta una fuga a España a bordo de un batel que fue asaltado por piratas argelinos que la vendieron como esclava a un poderoso señor en Mauritania.
De vuelta a Portugal, se vistió de hombre y ejerció de arriera. Y más adelante se vio envuelta en otro crimen que la llevaría a la cárcel de Lisboa, de donde se fugó, llegando finalmente a Aljubarrota. Allí, se hizo con un horno de pan, cuya dueña había fallecido. Se encontraba en esta villa cuando tuvo lugar la batalla entre portugueses y castellanos. Viéndose derrotados los castellanos, siete de ellos huyeron del campo de batalla para ir a refugiarse en los alrededores. Encontraron refugio en la casa de Brites, que estaba vacía porque ésta había salido a ayudar en las escaramuzas que ocurrían.
Brites volvió a casa, habiendo encontrado la puerta cerrada, inmediatamente sospechó la presencia de extraños y entró enloquecida en busca de castellanos. Encontró a los siete hombres dentro de su horno, escondidos. Mandándoles salir y que se rindieran, viendo que no respondían, pues fingían estar dormidos o no entender, los golpeó con su pala, matándolos.